# Barbican Station
Barbican Station er en London Underground-station, der betjener ved Barbican Estate og Barbican Centre i City of London. Den er på Circle, Hammersmith & City og Metropolitan lines mellem Farringdon og Moorgate i takstzone 1. Thameslink-tog til og fra Moorgate via Barbican ophørte i marts 2009.

## Historie
Stationen hed først "Aldersgate Street", efter gaden den ligger på. Dette blev ændret til "Aldersgate" den 1. november 1910, og herefter til "Aldersgate and Barbican" i 1923 og til det nuværende navn den 1. december 1968.
Stationen erstattede en tidligere bygning på 134 Aldersgate Street, hvor der i mange år var et skilt, der påstod at "dette var Shakespeares hus". Selvom bygningen var meget tæt på det nærliggende Fortune Playhouse, er der ikke noget videnskabeligt bevis på at Shakespeare boede her. Et dokument fra 1598 skriver "William Shakespeare" som ejer af ejendommen, men der er intet der indikerer at der er tale om dramatikeren. På vejen overfor stationen i Golden Lane Estate er der en pub ved navnet "The Shakespeare".
Den 4. april 1915 blev liget af den syvårige Margaret Nally fundet på dametoilettet på den daværende Aldersgate Street Station. Hun var blevet seksuelt forulempet og kvalt med en klud, der var tvunget ned i hendes hals.
Togdriften blev forstyret under 2. verdenskrig, da stationen fik betydelig bombeskader, især i december 1941. Dette medførte at de øverste etager blev fjernet, og i 1955 blev resterne af bygningen i gadeniveau revet ned.
Passagertog fra Great Northern Line, via York Road- og Hotel-kurverne ved Kings Cross til Widened Lines kørte indtil elektrificeringen af Great Northern i 1976, hvor spor 3 og 4 blev lukket. Spor 3 og 4 blev genåbnet som del af Midland City Line i 1982 med tog fra Luton og Bedford.
Fra ultimo marts 2009 har Thameslink-togene ikke længere stoppet på Barbican. Dette er en del af Thameslink-programmet, hvor fjerntogsperronerne på Farringdon skulle forlænges på tværs af afgreningen mod Barbican og Moorgate. Herefter er Barbican ikke længere betjent af flere typer trafik.

## Layout
Stationen ligger i en øst-vestgående afgravning med cut-and-cover-tunneler i hver ende. Den moderne indgang giver adgang fra Aldersgate Street, gennem en bygning fra 1990'erne, til et meget ældre gangbro, der fører til perronernes østlige ende. Mod nord er bagsiden af bygningerne, der har facade mod Charterhouse Street, Charterhouse Square og Carthusian Street. Mod syd er bagsiden af bygningerne, der har facade mod Long Lane. Mod vest er Hayne Street.
Stationen er mest under åben himmel, men der er nogle korte halvtag. Resterne af den understøtningen til en glasoverdækning over alle fire spor (der blev fjernet i 1950'erne) kan stadig tydeligt ses.
I den vestlige ende af den centrale ø-perron er en ubenyttet signaltårn.
Spor 1 er det mest nordlige og betjener østgående Underground-tog. Spor 2 og 3 betjenes af en ø-perron. Spor 2 betjener vestgående Underground-tog. Spor 3 og 4 benyttes ikke, da Moorgate-grenen er helt lukket.

## Fremtid
Når Crossrail er bygger, vil Farringdons østlige billethal være lige vest for Barbican Station, og der vil blive bygget skiftemulighed hertil. Dette vil medføre store ændringer i stationens vestlige ende, heriblandt nedrivning af det tidligere signaltårn og opførsel af en ny gangbro over sporene.

## Galleri
- Barbican Station, med et Circle line-tog
- Barbican Station, set fra vest. Indsat: tidligere tagunderstøtning

## Driftsmønster
| Foregående station                                      |  | London Underground                                 |                     | Efterfølgende station                  |
| ------------------------------------------------------- |  | -------------------------------------------------- | ------------------- | -------------------------------------- |
| Farringdonmod Hammersmith                               |  |                                                    |                     | Moorgatemod Edgware Road (via Aldgate) |
| Farringdonmod Hammersmith                               |  |                                                    | Moorgatemod Barking |                                        |
| Farringdonmod Uxbridge, Amersham, Chesham eller Watford |  |                                                    |                     | Moorgatemod Aldgate                    |
|                                                         |  | Ubenyttede jernbaner                               |                     |                                        |
| Farringdon                                              |  | First Capital Connect Thameslink Kun myldretidstog |                     | Moorgate                               |
|                                                         |  | Historiske jernbaner                               |                     |                                        |
| Farringdon                                              |  | Great Northern Railway Widened Lines               |                     | Moorgate                               |

## Transportforbindelser
London buslinjer 4, 56, 100 og 153.